# Kim Seong-su
Dans ce nom coréen, le nom de famille, Kim, précède le nom personnel.
Ne doit pas être confondu avec Kim Seong-soo.
Kim Seong-su (김성수 ) est un réalisateur, producteur et scénariste coréen, né le 15 novembre 1961 à Séoul.

## Filmographie

### Réalisation
- 1993 : Dead End (court métrage)
- 1995 : Runaway (런 어웨이, Reoneowei)
- 1997 : Beat (비트, Biteu)
- 1998 : Taeyangeun eobda (태양은 없다)
- 2001 : Musa, la princesse du désert (무사, Musa)
- 2003 : Please Teach Me English (영어완전정복, Yeongeo wanjeonjeongbok)
- 2004 : Back (court métrage)
- 2013 : Pandémie (감기, Gamgi)
- 2016 : Asura: The City of Madness (아수라, Asura)
- 2023 : Seoul Spring (서울의 봄, Seoul-ui bom)

### Production
- 2003 : Please Teach Me English (영어완전정복, Yeongeo wanjeonjeongbok)
- 2006 : The Restless (중천, Jungcheon) de Jo Dong-oh
- 2010 : My Ex-Wife's Wedding (전처의 결혼, Jeoncheoui Kyulhon) de Lee Kung-Lok

### Scénario
- 1993 : Dead End (court métrage)
- 1995 : Runaway (런 어웨이, Reoneowei)
- 1998 : City of the Rising Sun (태양은 없다, Taeyangeun eobda)
- 2001 : Musa, la princesse du désert (무사, Musa)
- 2003 : Please Teach Me English (영어완전정복, Yeongeo wanjeonjeongbok)
- 2004 : Back (court métrage)
- 2013 : Pandémie (감기, Gamgi)
- 2016 : Asura: The City of Madness (아수라, Asura)
- 2023 : Seoul Spring (서울의 봄, Seoul-ui bom)

## Distinction

### Récompense
- 2003 : Prix du public en bronze pour Musa, la princesse du désert